# Marshall (Californië)

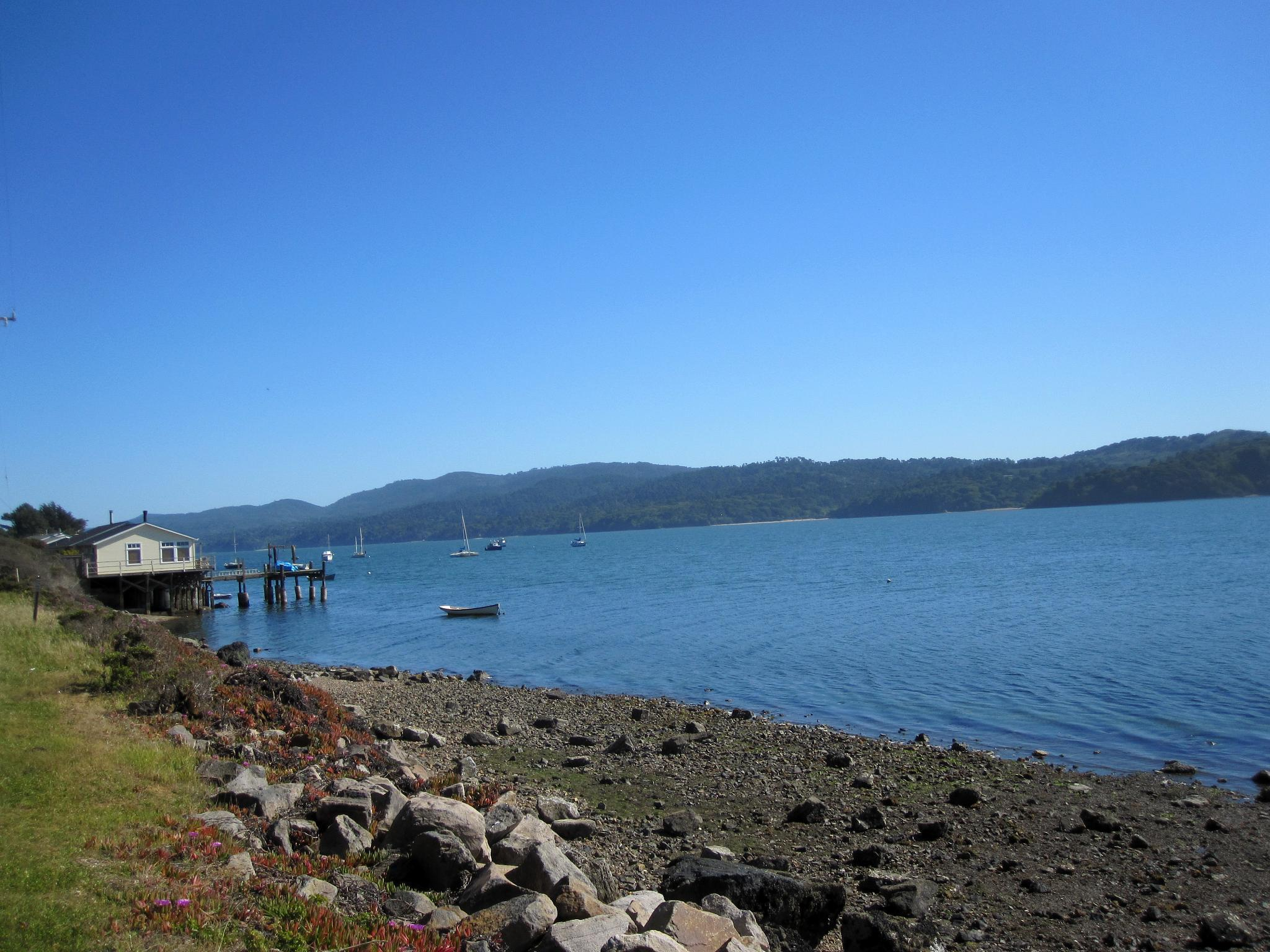
Zicht op Tomales Bay van in Marshall.

Marshall is een gehucht en unincorporated community in de Amerikaanse staat Californië. Het ligt in West Marin, de landelijke en dunbevolkte westelijke helft van Marin County, ten noorden van San Francisco. Marshall ligt aan de noordoostelijke kust van Tomales Bay, zo'n 10 kilometer ten zuiden van het plaatsje Tomales en een kleine 15 km ten noordwesten van Point Reyes Station. Marshall ligt net als die plaatsen langs de California State Route 1. Er wonen een paar honderd mensen.
Het dorpje is vernoemd naar de vier gebroeders Marshall, die hier in de jaren 1850 een zuivelbedrijf begonnen. Hoewel er nog steeds een zuivelbedrijf gevestigd is, de Straus Family Creamery, staat Marshall nu vooral bekend om haar oesters en weekdieren. Het is ook een toeristische plaats, waar mensen die Tomales Bay en het schiereiland Point Reyes bezoeken langskomen.
Vanaf de jaren 1870 tot de jaren 1930 was Marshall een halte op de North Pacific Coast Railroad tussen Cazadero en de ferry in Sausalito.